# Olivia Wenzel

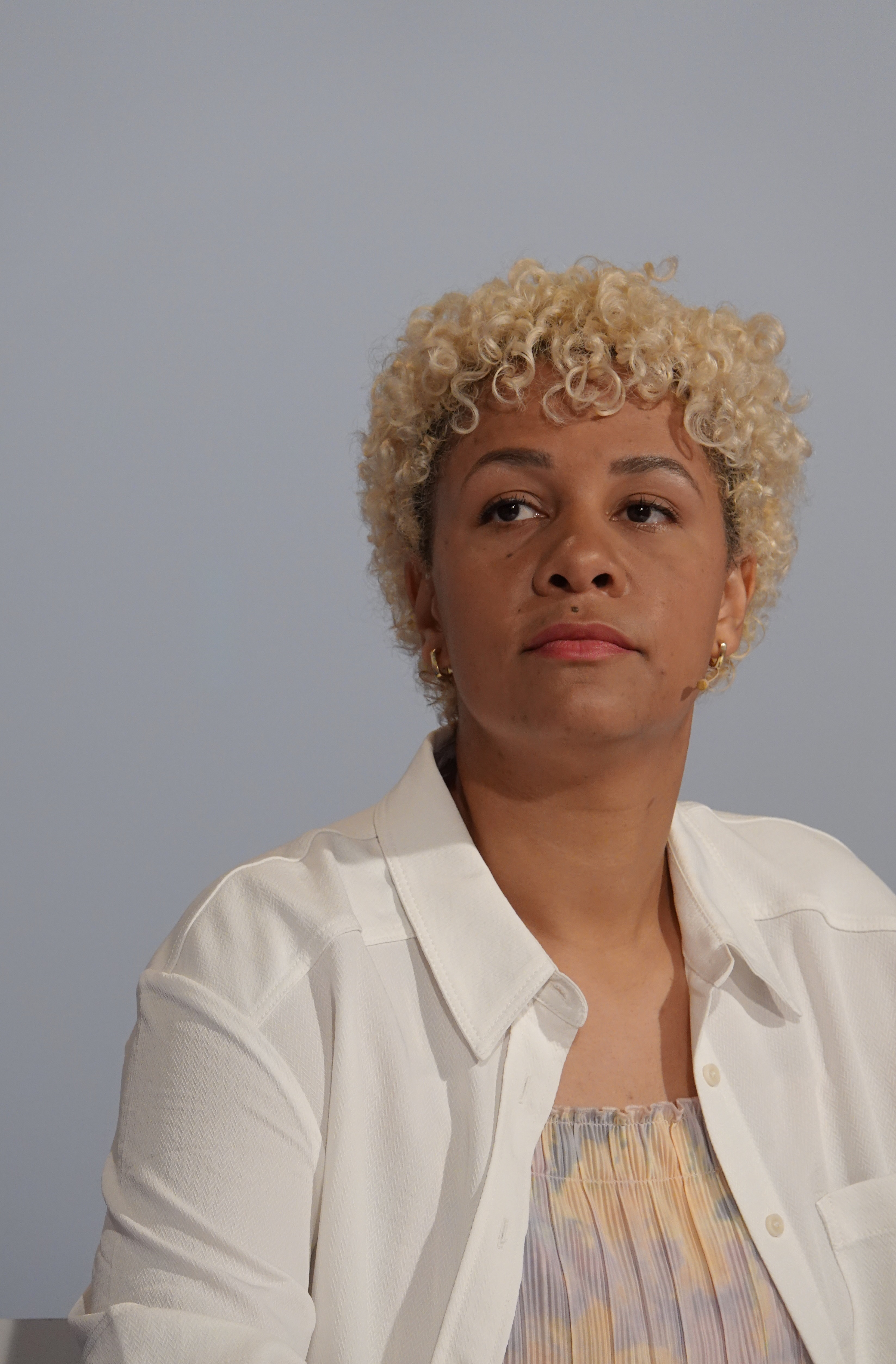
Olivia Wenzel 2024

Olivia Wenzel (* 1985 in Weimar) ist eine deutsche Schriftstellerin, Dramaturgin, Musikerin und Performerin.

## Leben
Olivia Wenzel wurde als Kind einer weißen Mutter aus Ostdeutschland und eines schwarzen Vaters aus Sambia geboren. Sie wuchs in der Nähe ihrer Geburtsstadt Weimar auf. Bereits als Kind habe sie „Theater gespielt, [...] Lieder ausgedacht, kleine Geschichten geschrieben“. „Kreativsein ist meine Zuflucht, eine Art Zuhause, in dem ich absolut bei mir sein und mich gleichzeitig vergessen kann“, so Wenzel. Sie studierte von 2004 bis 2010 an der Universität Hildesheim Kulturwissenschaften und ästhetische Praxis. 2017 nahm sie am Klagenfurter Literaturkurs teil.
Wenzel lebt und arbeitet in Berlin. Neben ihrer schriftstellerischen Tätigkeit widmet sie sich auch der Musik. So wirkte sie als Sängerin und Songwriterin bei der Band ANKA mit sowie im Electronica-Duo OTiS FOULiE. Auch organisierte sie in der Vergangenheit Workshops, arbeitete in Textwerkstätten mit Kindern und Jugendlichen und war Teil des Netzwerks cobratheater.cobra. Sie ist Mitgründerin des PEN Berlin.
Auf Einladung von Laura de Weck las Olivia Wenzel 2024 beim Ingeborg-Bachmann-Preis ihren Text Hochleistung, Baby.

## Werk
Als Autorin verfasste Wenzel Theatertexte und Prosa. Ihre Texte für das Sprechtheater wurden u. a. an den Münchner Kammerspielen, am Hamburger Thalia Theater und in Berlin am Deutschen Theater und Ballhaus Naunynstraße aufgeführt. Eigenen Angaben zufolge waren Wenzels erste Theaterstücke von einem rein „weißen“ Personal geprägt, ohne es zu bemerken. Erst durch einen vom Ballhaus Naunynstraße ausgerichteten Workshop wurde ihr dieser Umstand bewusst. Daraufhin begann sie diesen Aspekt in ihre folgenden Stücke miteinfließen zu lassen. Zu ihren wichtigen Theaterarbeiten zählt Wenzel das Theaterstück Die Erfindung der Gertraud Stock (2017), in dem sie auch als Performerin aktiv war. Für das gemeinsam mit dem Kollektiv vorschlag:hammer erarbeitete Werk standen 80 Interviews von 14 Frauen Pate, deren Biografien dann fragmentarisch zu einer großen Biografie verstrickt wurden. „Bei dem Stück stehen wir auf der Bühne und ziehen uns die Biografien der älteren Damen an, als wären sie unsere eigenen, bringen dabei unsere eigenen Inhalte ein“, so Wenzel. Die Erfindung der Gertraud Stock wurde 2017 zum Theaterfestival Impulse eingeladen.
Obwohl Wenzel lieber im Kollektiv arbeitet, stellte sie 2020 mit 1000 Serpentinen Angst ihr Romandebüt vor, das im S. Fischer Verlag erschien. Die Geschichte handelt von einer jungen schwarzen Frau, die wie die Autorin in Ostdeutschland Ende der 1980er-Jahre geboren, mit Alltagsrassismus aufgewachsen und mit einem toten Zwillingsbruder, einer überforderten Mutter und einem abwesenden Vater konfrontiert ist. Wenzel griff eigenen Angaben zufolge unbewusst auf das Arbeitsmuster vom vorher bearbeiteten Theaterstück Die Erfindung der Gertraud Stock zurück. Sie verwendete aber auch häufig autobiografisches Material. Wenzel selbst ordnet den Roman als „Autofiktion“ und als „Coming-out of not being white“ ein. Sie widersprach, dass die alles und sich selbst hinterfragende, zwischen Monolog und Dialog nicht greifbare, anonyme Stimme sie selbst sei. „Diese Frau in dem Buch, das bin ich nicht. Aber was sie schildert und wie sie spricht, das kann ich nachvollziehen. Wir haben viele ähnliche Dinge erlebt. Ich würde sagen, sie ist eine düsterere Variante von mir selbst, die ich im Alltag nicht aushalten könnte, zu sein“, so Wenzel.
Der Roman wurde vom deutschen Feuilleton hochgelobt und gelangte 2020 auf die Longlist des Deutschen Buchpreises. Im selben Jahr erhielt Wenzel gemeinsam mit Nadine Schneider (Drei Kilometer) den Literaturpreis der Stadt Fulda für den besten deutschsprachigen Debütroman. Laut der Jury handele 1000 Serpentinen Angst „von den Konsequenzen anhaltender Diskriminierung in einer Weise, die es in der deutschsprachigen Gegenwartsliteratur so noch nicht gegeben habe“. „Olivia Wenzel arbeitet mit dialogischen Formen, Kommunikations- und Diskursfragmenten und stellt historische und persönliche Erfahrungen neu zur Diskussion“, so die Jury. Im selben Jahr gelangte der Roman auch auf die Shortlist des aspekte-Literaturpreises.

## Werke (Auswahl)
- 1000 Serpentinen Angst. Roman. S. Fischer Verlag, Frankfurt am Main 2020, ISBN 978-3-10-397406-5.
- mais in deutschland & anderen galaxien. In: Dramatische Rundschau 3, 2021.

## Auszeichnungen
- 2020: Literaturpreis der Stadt Fulda für 1000 Serpentinen Angst
- 2020: Shortlist des aspekte-Literaturpreises mit 1000 Serpentinen Angst
- 2021: Förderpreis zum Mörike-Preis der Stadt Fellbach
- 2023: Hugo-Ball-Förderpreis[12]
- 2024: Nominierung für den Ingeborg-Bachmann-Preis